# قلعه جولیان
قلعه جولیان (به عربی: طابیة رشید) (یا در برخی منابع، قلعه رشید) قلعه‌ای است که در ساحل چپ یا غربی رود نیل در حدود ۵ کیلومتری (۳٫۱ مایل) شمال غربی شهر رشید (رزتا) در سواحل شمالی مصر واقع شده‌است. این قلعه در ابتدا توسط امپراتوری عثمانی ساخته شد و سپس طی سالهای ۱۷۹۸ و ۱۸۰۱ در لشکرکشی فرانسه به مصر و سوریه توسط ناپلئون بناپارت اشغال شد. این قلعه به دلیل آنکه در سال ۱۷۹۹ سنگ روزتا در آن یافت شد به شهرت رسید.

## تاریخچه
این قلعه یک سازه مستطیلی کم ارتفاع با بلوک‌خانه‌ای مرکزی است که بر دورنمای چند کیلومتری رود نیل، تا جایی که به دریای مدیترانه می‌پیوندد، اشراف دارد. این بنا در حدود سال ۱۴۷۰ توسط مملوک سلطان قایت بیگ ساخته شد، همان کسی که قلعه قایتبای در اسکندریه را ساخت.
در سال ۱۵۱۶ سلطان قانسوه الغوری قلعه را با یک دیوار دفاعی تقویت کرد. این قلعه متعاقباً خراب شد. بخشی از این قلعه با استفاده از سنگ‌های غارت شده از دیگر اماکن باستانی مصر، در همان حوالی، ساخته شد. هنگامی که ویوانت دنون در سال ۱۷۹۹ از آن بازدید کرد، متوجه شد که «این بنا از مصالح ساختمان‌های قدیمی ساخته شده‌است؛ و سنگ‌هایی از مزغل از سنگ‌های مربوط به مصر علیا هستند که هنوز خطوط هیروگلیف مصری روی آنها هست.»

## کشف سنگ روزتا
فرانسوی‌ها قلعه ویران شده را در ۱۹ ژوئیه ۱۷۹۹، تنها چند روز قبل از نبرد ابی‌قیر در اختیار گرفتند و شروع به بازسازی عجولانه آن کردند. این قلعه به شکل کامل‌تری بازسازی شد و به نام «توماس پراسپر جولیان» قلعه جولیان خوانده شد.
یکی از دستیاران ناپلئون، ستوان پیر فرانسوا بوشار، سنگ معروف روزتا را در حین تعمیر سنگرهای دفاعی در قلعه کشف کرد. ظاهراً مهندسان قلعه قایتبای آن را از جای دیگری، احتمالاً در نزدیکی سائیس، به آنجا آورده بودند تا از آن به عنوان پرکننده استفاده کنند. دو سال بعد، پس از یک محاصره و بمباران کوتاه، قلعه توسط نیروهای ترکیبی بریتانیا و ترکیه تسخیر شد.

## وضعیت فعلی
این قلعه به‌طور گسترده توسط دولت مصر در دهه ۱۹۸۰ بازسازی شد و در سال ۱۹۸۵ توسط رئیس‌جمهور حسنی مبارک بازگشایی شد. این قلعه اکنون از سه طرف توسط روستای عزبت برج رشید احاطه شده‌است و ورود به آن برای عموم آزاد است. از رشید می‌توان با تاکسی به آنجا رفت.